# Feudatários por Impropriação
Feudatários por Impropriação (The Feoffees for Impropriations) foi uma organização sem personalidade jurídica dedicada a promover a causa do puritanismo na Inglaterra. Existiu formalmente entre 1625 e 1633.

## Cenário
Sob o reinado de Isabel I, editou-se o Assentamento Religioso Elisabetano, que veio a estabelecer uma desconfortante trégua entre católicos e anglicanos, culminando na consumação da Reforma Inglesa e moldou a teologia e a liturgia da Igreja da Inglaterra. Esse compromisso, todavia, não foi totalmente satisfatório para nenhuma das partes.
No reinado de Jaime I, o puritanismo não foi oficialmente tolerado nem ativamente suprimido. Com a sucessão de Carlos I e o aumento de poder de William Laud, maior ênfase foi dada à adesão às doutrina e liturgia da Igreja Anglicana, que ensejou na repressão dos demais ramos do Cristianismo. Dessarte, os puritanos consideraram isso como um ataque direto e responderam com vários movimentos abertos e secretos para resistir ao avanço doarminianismo da Igreja da Inglaterra.
Em 1626, a Conferência da Casa de York, presidido pelo Duque de Buckingham, foi realizada para discutir diferenças teológicas entre puritanos e arminianos. Na segunda sessão, o caso puritano foi liderado por John Preston, porém o Duque de Buckingham foi favorável a Laud.

## "Establishment"

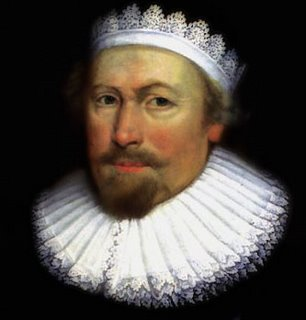
Richard Sibbes (1577–1635), um dos fundadores serviu como um dos Feudatários da Impropriação, que foram organizados em 1625 para apoiar o puritanismo na Igreja da Inglaterra.

Após John Preston percebeu que a Conferência da Casa de York provavelmente não favoreceria o puritanismo, ele encorajou um grupo de advogados, comerciantes e clérigos puritanos (incluindo Richard Sibbes e John Davenport ) a estabelecer uma organização conhecida como "Feoffees for the Purchase of Impropriations". Os feudatários seriam responsáveis pela arrecadação de fundos para comprar dotações leigas e para contratação de advogados. Assim, os feudatários teriam o direito legal de nomear seus candidatos para benefícios e cargos de professor. Dessa forma, proporcionaria um mecanismo para aumentar o número de ministros pregadores no país e uma forma de garantir que os puritanos pudessem receber nomeações eclesiásticas.
O grupo teria considerado a obtenção de cartas patentes, ou ainda de garantir uma Lei do Parlamento, mas não seguiu por esses caminhos.
Nomearam-se doze curadores, sendo eles quatro clérigos, quatro advogados e quatro comerciantes. Nomeou-se, ainda, um presidente, para exercer o voto de Minerva, em caso de empate nalguma questão (seis a seis). Ao longo dos poucos anos de existência dos feudatários, vários curadores morreram e foram substituídos. O último presidente foi Nicholas Rainton, à época, Lorde-Prefeito de Londres.

## Atividades
Por meio de doações, os feudatários começaram a arrecadar dinheiro, tendo passado a usá-lo para prosseguir em seus objetivos.
Usaram, também, as doações para adquirir o direito ao dízimo, que lhes forneceria uma renda contínua. Todavia, o principal objetivo dos feudatários era garantir que clérigos puritanos tivessem direito ao púlpito, isto é, de pregar. Constituíram-se para si advogados, apresentaram palestras e apoiaram financeiramente clérigos. Entretanto, tiveram o cuidado de garantir que apoiariam apenas os clérigos com os quais concordavam os posicionamentos e cujas opiniões aprovavam.
As compras foram feitas por administradores individuais, uma vez que os feudatários não tinham uma corporação formal. Embora os curadores tenham adquirido "advowsons" (direito inglês de apresentar-se a um bispo), eles fizeram relativamente poucas apresentações antes que suas atividades chegassem ao conhecimento das autoridades.

## Supressão
Em 1629, Peter Heylin, um padre de Madalena, pregou um sermão na Igreja de Santa Maria denunciando os feudatários por impropriações, por "semearem joio entre o trigo".
O Arcebispo Laud acreditava que essas atividades pareciam "uma maneira astuta, sob um pretexto glorioso, de derrubar o governo da Igreja, colocando em seu poder mais dependência do clero, do que do rei, e de todos os pares, e de todos os bispos em todo o reino".
Nessa toada, William Noy processou os feudatários Tribunal do Tesouro.
Os feudatários defendiam que todos os homens que eles tinham nomeado para cargos estavam em conformidade com a Igreja da Inglaterra. Todavia, no ano de 1632, os feudatários por impropriação foram dissolvidos e os bens do grupo confiscados à coroa britânica: o rei Carlos I ordenou que o dinheiro fosse usado para aumentar o salário dos clérigos anglicanos e usado para outros usos piedosos não controlados pelos puritanos. Esta supressão dos feudatários, por meio de ação legal, foi um movimento inicial do Laudianismo.

## Reabilitação
Após o período do governo do rei Carlos I, quando se convocou o Parlamento Longo, os deputados fizeram tentativas para anular a supressão dos feudatários. Em 1643, a Câmara dos Comuns ordenou a devolução do dinheiro que havia sido confiscados pelo rei Carlos I. Em 1648, os curadores sobreviventes garantiram uma reversão formal da ordem judicial anterior da Câmara dos Lordes.
Em que pese esse cenário, as atividades dos feudatários não foram retomadas, talvez porque, sob a república inglesa, de Oliver Cromwell, tenham sido consideradas desnecessárias. John Marshall, um dos curadores, legou dinheiro e propriedades para a construção de uma nova igreja em Southwark, mas os feudatários foram dissolvidos antes que o legado fosse executado. No fim do século XVII, novos curadores foram estabelecidos para manter o advogado da igreja recém-construída, financiada pelo legado - um único legado remanescente dos feudatários.